# Anna de les Teules Verdes
Anna de les Teules Verdes (en anglès Anne of Green Gables) és una novel·la de l'autora canadenca Lucy Maud Montgomery publicada al 1908. Pensada originalment com una obra per a totes les edats, recentment ha estat catalogada com una història infantil. L'obra narra la vida d'una nena òrfena, Anna Shirley, que erròniament és enviada a viure amb els germans Cuthbert a la localitat d'Avolea, a l'Illa del Príncep Eduard, Canadà. L'obra de Montgomery ha estat traduïda a més de 37 llengües, n'ha venut més de 50 milions de còpies arreu del món. També s'ha adaptat a diversos formats audiovisuals, així com a musicals i obres teatrals, on destaca la sèrie televisiva adaptada per Netflix, Anne with an E.

## Argument
La Marilla i en Matthew Cuthbert són dos germans de mitjana edat que viuen a Teules Verdes, una granja situada a la petita localitat d'Avonlea, a l'Illa del Príncep Eduard i decideixen adoptar un nen per a que ajudi a les feines de la granja. Inexplicablement, un error fa que qui arribi a la casa dels germans sigui una nena d'11 anys, l'Anna Shirley. La nena destaca pel seu cabell pel-roig, pell pàl·lida i pigues, alta i esprimatxada; també té una imaginació desbordant i brillant, així com intel·ligent i perspicaç. Després de certs incidents amb la seva nova família d'adopció, Anna es familiaritzarà amb els ciutadans de la petita població rural i començarà la seva educació. A l'escola coneixerà altres nens i nenes de la seva edat, entre les quals destaca la Diana Barry, la seva millor amiga. També es farà companya de la Jane Andrew o la Ruby Gillis, així com es forjarà la rivalitat amb en Gilbert Blythe, un noi tres anys més gran que ella i a qui l'Anna odia profundament per haver-se burlat del seu cabell pel-roig el primer dia de curs.
Al llarg de l'obra l'Anna viurà nombroses aventures, deixarà volar la seva imaginació i madurarà fins al dia que emprendrà el seus estudis superiors i deixarà Avonlea. Als 16 anys, la protagonista entrarà a l'acadèmia de Queens, on es graduarà en tan sols un any i se li concedirà una beca per cursar els estudis superiors d'Art al Redmond Collage, a Nova Escòcia, però la mort d'en Matthew farà que renunciï a la plaça per tornar a Teules Verdes a cuidar de la Marilla. Allí es convertirà en la nova professora de l'escola, gràcies a que en Gilbert li cedeix la seva plaça per poder estar al costat de la seva família.

## Personatges principals
- Anna Shirley: Protagonista principal de l'obra, descrita com una noia prima i alta de cabell pel-roig. Dotada de gran imaginació i sensibilitat, és una nena orfe d'11 anys que sempre ha somiat amb tenir una família.
- Marilla Cuthbert: Germana d'en Matthew. És una dona de mitjana edat, austera i rígida, a qui no agrada demostrar els seus sentiments. Això canvia amb l'arribada de l'Anna a Teules Verdes, ja que, tot i que intenta fer-se la dura, no pot evitar mostrar la seva tendresa davant la nena.
- Matthew Cuthbert: Germà de la Marilla. Tot i ser un home de mitjana edat tímid i reservat té un gran cor i li ofereix el seu amor incondicional a l'Anna des del primer moment. L'Anna el considera una ànima bessona.
- Diana Berry: Amiga de l'ànima i ànima bessona de l'Anna des del primer moment en què es coneixen. Tot i no tenir tanta imaginació com l'Anna és una amiga lleial i sempre li ofereix suport.
- Gilbert Blythe: Company de classe de l'Anna. És dos anys més gran que ella i destaca per ser el noi més ben plantat i intel·ligent de l'escola. Té una predilecció per l'Anna des del primer moment que la coneix, tot i que durant molts anys seran rivals i ella no el suportarà. Tot i això, al final del primer llibre es reconciliaran i seran bons amics.
- Mrs. Rachel Lynde: veïna d'en Matthew i la Marilla i amiga de la infància d'aquesta. La primera vegada que coneix l'Anna es comporta de forma grollera amb ella però amb el temps aprendran a portar-se bé i sempre serà un suport incondicional per a la família.
- Miss Muriel Stacy: l'enèrgica professora de l'Anna que l'encoratjarà a seguir els seus estudis i a qui la nena veu com una mentora i una ànima bessona

## Obres
Després de l'èxit que va adquirir la primera obra, Montgomery va escriure més llibres que relataven tota la vida de l'Anne Shirley:
| №                                                                                | Llibre                 | Data de publicació | Edat de l'Anna |
| -------------------------------------------------------------------------------- | ---------------------- | ------------------ | -------------- |
| 1                                                                                | Anne of Green Gables   | 1908               | 11–16          |
| 2                                                                                | Anne of Avonlea        | 1909               | 16–18          |
| 3                                                                                | Anne of the Island     | 1915               | 18–22          |
| 4                                                                                | Anne of Windy Poplars  | 1936               | 22–25          |
| 5                                                                                | Anne's House of Dreams | 1917               | 25–27          |
| 6                                                                                | Anne of Ingleside      | 1939               | 34–40          |
| Els següents llibre es basen en les històries dels fills de l'Anna i en Gilbert: |                        |                    |                |
| №                                                                                | Llibre                 | Data de publicació | Edat de l'Anna |
| 7                                                                                | Rainbow Valley         | 1919               | 41–43          |
| 8                                                                                | Rilla of Ingleside     | 1921               | 49–53          |

## Context històric
La novel·la Anna de les Teules Verdes es va escriure al 1908, però està ambientada al Canadà del 1876-1881. Tot i això, Montgomery reflecteix la societat canadenca rural pròpia de finals del segle xix.
L'illa del Príncep Eduard basa la seva economia en l'agricultura, amb grans extensions de terreny. Aquest estil rural i agrari també es mantenia a finals del segle xix. Coincidint amb la primera revolució industrial Canadà va viure el canvi de la producció agrícola general a l'especialitzada. Aquest és el cas de la granja de Teules Verdes, dedicada a l'explotació agrícola i a l'exportació dels seus productes. A banda, es pot veure com la vida d'Avolnea és eminentment rural.
La moda també és un reflex de la societat en una època determinada. En aquest cas, l'autora canadenca va cometre un error de dècada. L'Anna sempre deia que volia un vestits de mànigues alçades, amb voltants, pròpies de la dècada del 1890, mentre que l'obra se situa a finals dels anys 70 i principis dels 80. A banda, la Marilla sempre dissenyava vestits de mànigues llises i ajustades, moda pròpia del 1880. Aquesta segona interpretació s'ajusta més a l'època real, ja que Anna de les Teules Verdes transcorre del 1876 al 1881. En la mateixa línia, tampoc era gaire habitual que el en món rural es tingués gaire apreci per la moda i l'última tendència en vestits, estil i materials.
En canvi, sí es considera un reflex real de l'època el pas d'una infant a adulta, així com el canvi de societat, i la consonància de la seva vestimenta, especialment en els colors i el material de la roba. Quan l'Anna ingressa a Queens abandona la vida rural per entrar a la societat urbana i, per tant, la moda canvia. Els material que descriu l'autora durant tota l'obra sí eren els propis de l'època, basant-se en l'exportació des d'Amèrica de teles i teixits.
A finals del segle xix i principis es va produir una onada de feminisme al Canadà. Un moviment que reivindicava els drets i llibertats de les dones, la possibilitat a que el sexe femení accedís a les universitats amb les mateixes condicions i el dret a vot. Aquesta idea de feminisme i del descobriment i posició de la dona en la societat sí és un reflex de l'obra de Lucy Maud Montgomery. La figura d'Anna està representada com una noia amb una gran imaginació, intel·ligència i enginy, que trenca els motlles habituals.

## Tècniques narratives
- Costumisme: l'obra es narra des del costumisme, explicant la vida quotidiana de la protagonista i tot el que l'envolta. La vida al camp, l'escola rural, els successos d'una societat catòlica del segle xix i el pas a la vida adulta són alguns dels exemples de la representació de l'evolució dels personatges a través de la rutina del Canadà se finals de segle.
- Obra paisatgística: la passió de l'Anna per la naturalesa permet a l'escriptora canadenca fer un gran ús del paisatgisme propi de la pintura i descriure tot tipus de paisatges diferent que es poden veure en una mateixa estació. Destaca l'hivern i la neu per la seva puresa blanca, la primavera pels seus colors de flor viva, l'estiu per la seva brillantor i esplendor i la tardor pel seu to melancòlic i nostàlgic.
- Romanticisme: l'obra es nodreix dels clàssics medievals, com per exemples les novel·les artúriques i la protagonista sempre està pensant en l'amor romàntic, és a dir, l'amor tràgic entre dos amants que es veuen obligats a separar-se eternament. La gran imaginació de l'Anna la porta a interpretar passatges sencers d'aquestes obres, ja sigui en forma de representació teatral o recitant.

## Influències
Anna Shirley és considerada una de les germanes americanes (tot i ser canadenca) de Jane Eyre, el personatge creat per l'escriptora anglesa Charlotte Brontë. La novel·la anglesa es va publicar per primera vegada al 1847, 61 anys abans que l'obra de Lucy Maud Montgomery. Les similituds entre dues noies orfes de gran enginy i intel·lecte i amb una visió diferent i avançada de la vida demostra la influència que va tenir Brontë en l'obra de l'autora canadenca. De la mateix manera va influenciar també l'obra de Louisa May Alcott, sobretot Donetes, amb la mentalitat tan oberta i com a representació de la llibertat femenina emparada en el personatge de Josephine (Jo) March.
Per altra banda, també es compara la novel·la amb una obra americana, Rebecca of Sunnybrook Farm de Kate Douglas Wiggin, publicada al 1903. Tot i que Rebecca no és una nena orfe sí es descriu la seva vida rural i es tracta d'una nena sensible i molt intel·ligent.

## Adaptacions cinematogràfiques
| №  | Títol                                      | Categoria           | Any       | Director             |
| -- | ------------------------------------------ | ------------------- | --------- | -------------------- |
| 1  | Anne of Green Gables                       | Pel·lícula          | 1934      | George Nichols Jr.   |
| 2  | Anne of Windy Poplars                      | Pel·lícula          | 1940      | Jack B. Hively       |
| 3  | Akage no An: Green Gables e no Michi       | Sèrie d'animació TV | 1979      | Isao Takahata        |
| 4  | Anne of Green Gables                       | Sèrie TV            | 1985      | Kevin Sullivan       |
| 5  | Anne of Green Gables: The sequel           | Sèrie TV            | 1987      | Kevin Sullivan       |
| 6  | Road to Avonlea                            | Sèrie TV            | 1989-1906 | Kevin Sullivan       |
| 7  | Anne of Green Gables: The Continuing Story | Sèrie TV            | 2000      | Stefan Scaini        |
| 8  | Anne of Green Gables: A New Beginning      | Sèrie TV            | 2008      | Kevin Sullivan       |
| 9  | Kon'nichiwa Anne: Before Green Gables      | Sèrie d'animació TV | 2009      | Katsuyoshi Yatabe    |
| 10 | L.M. Montgomery's Anne of Green Gables     | Sèrie TV            | 2016      | John Kent Harrison   |
| 11 | Anne with an E                             | Sèrie TV            | 2017-2019 | Moira Walley-Beckett |